# جمعية مالي الوطنية
جمعية مالي الوطنية (بالإنجليزية: National Assembly)‏ هي الهيئة التشريعية في مالي، وتتكون من 160 مقعداً.